# Buick Encore GX
Buick Encore GX – samochód osobowy typu crossover klasy kompaktowej produkowany pod amerykańską marką Buick od 2019 roku.

## Historia i opis modelu

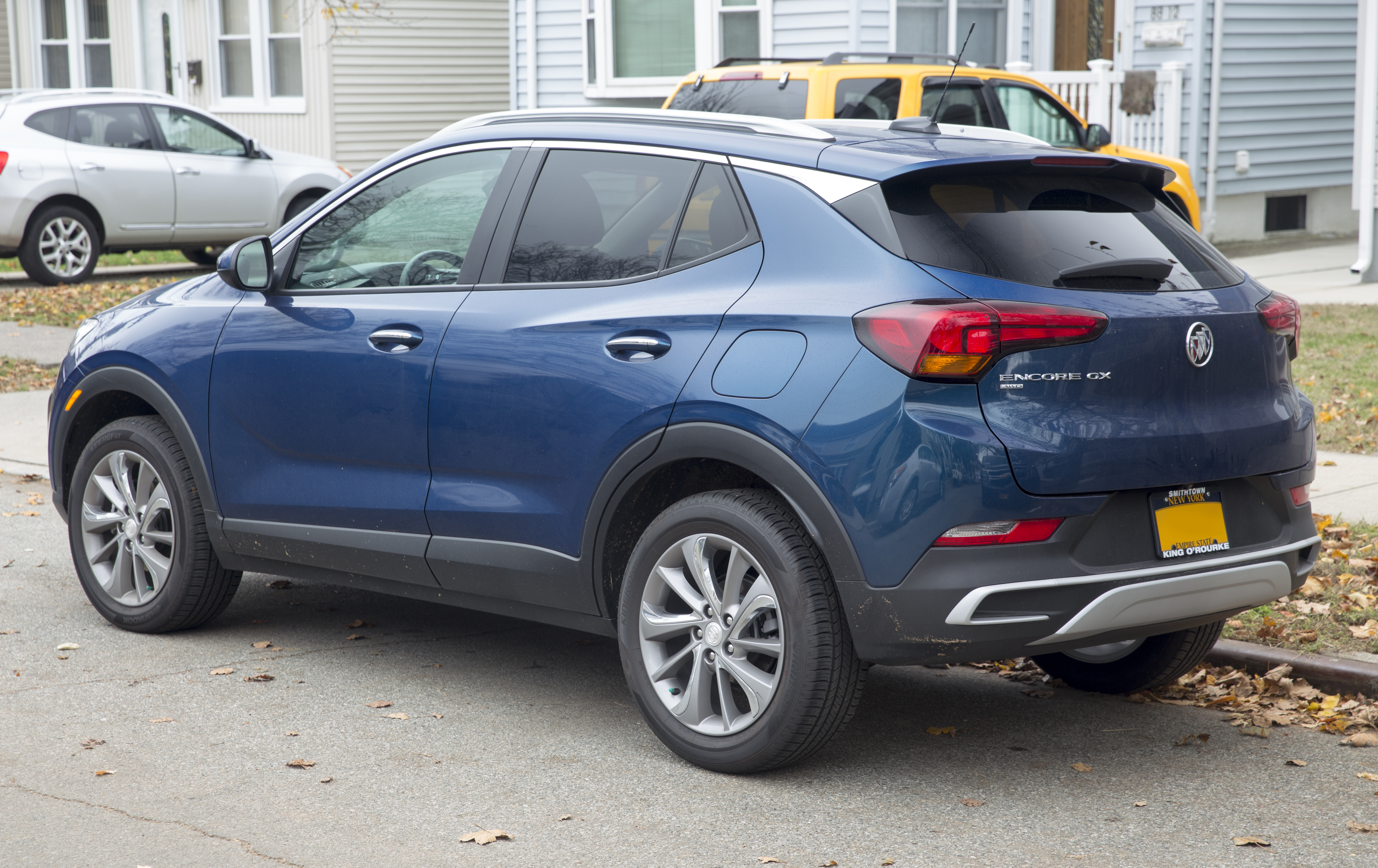
Buick Encore GX Select - tył

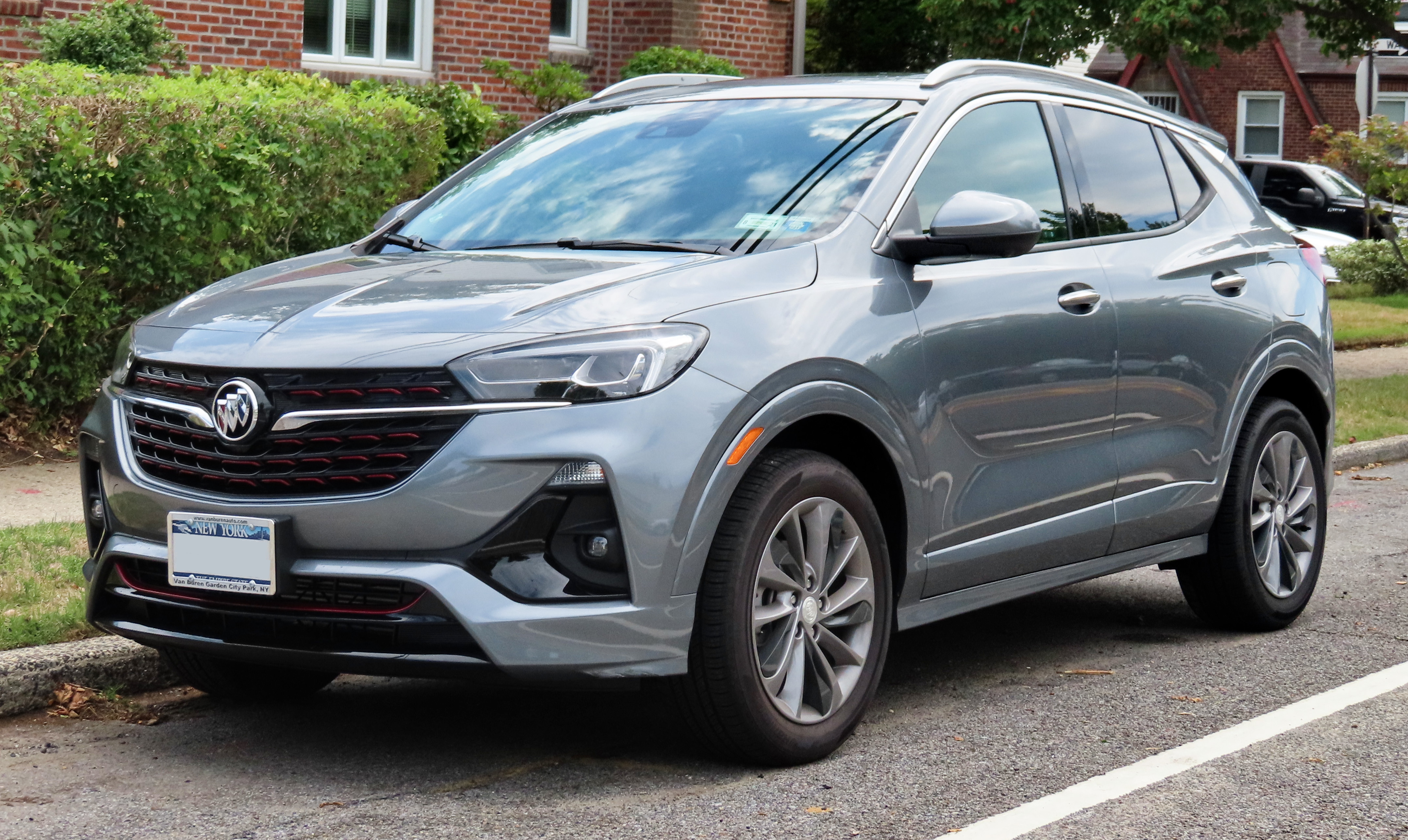
Buick Encore GX Essence

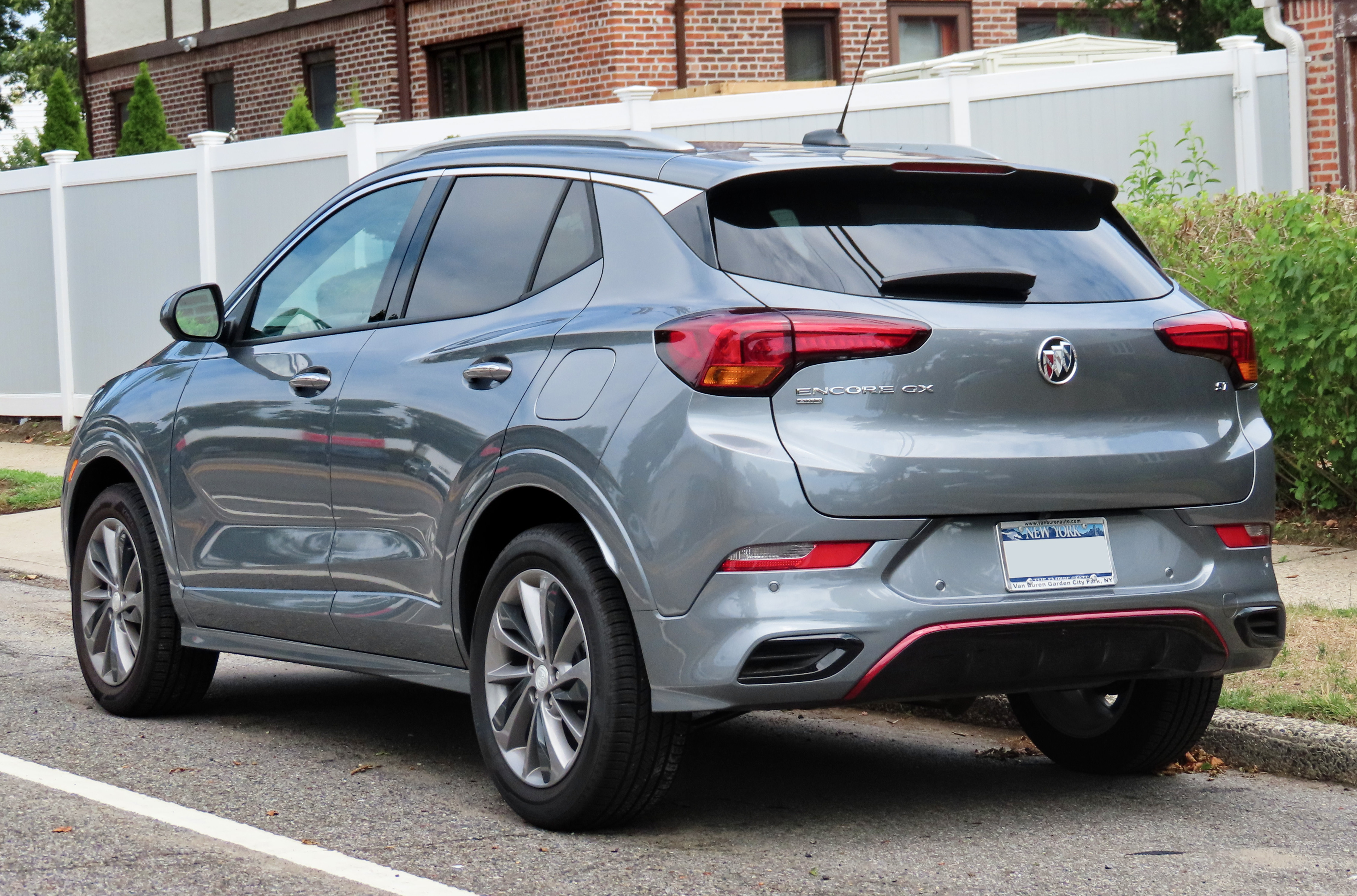
Buick Encore GX Essence - tył

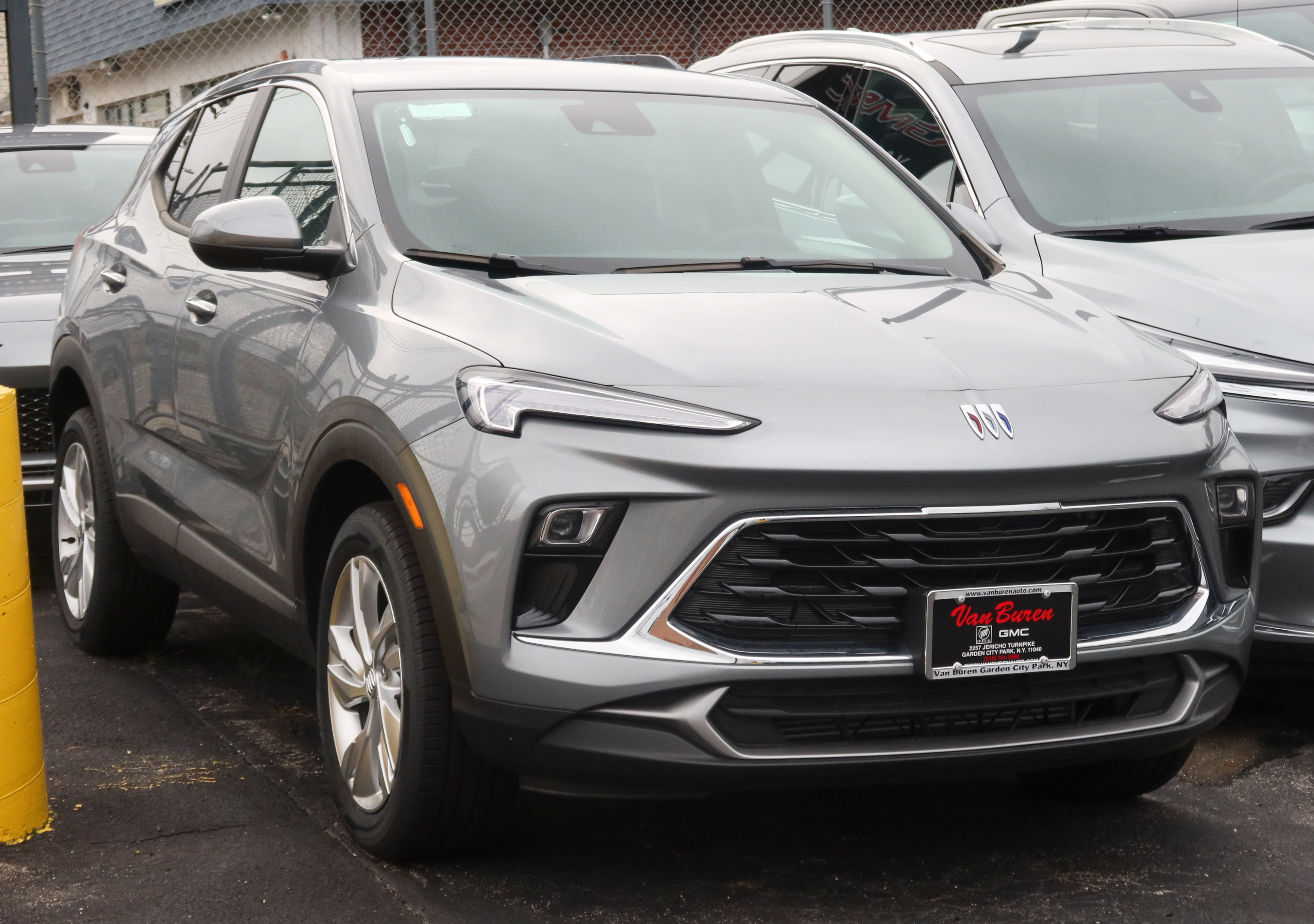
Buick Encore GX po liftingu

W kwietniu 2019 roku chiński oddział Buicka przedstawił nową rodzinę najmniejszych crossoverów w ofercie - oprócz drugiej generacji modelu Encore, swój debiut miał też zupełnie nowy, większy kompaktowy model o nazwie Encore GX. W lokalnej ofercie marki, samochód uplasował się w luce pomiędzy Encore i większym Envision. Pojazd powstał na modułowej płycie podłogowej Small-VSS koncernu General Motors, na której zbudowano także bliźniaczą konstrukcję Chevroleta - model Trailblazer.
Pod kątem wizualnym Buick Encore GX utrzymany został w estetyce typowej dla modeli amerykańskiej firmy z końca drugiej dekady XXI wieku. Obłe, zaokrąglone reflektory połączone zostały dużą, chromowaną listwą przecinającą atrapę chłodnicy, z kolei tylne lampy uzyskały kształt bumerangów. Nadwozie wzbogaciły duże plastikowe nakładki otaczające zarówno progi i zderzaki, jak i nadkola. Kabina pasażerska zyskała masywną deskę rozdzielczą z elementami pokrytymi skórą, a także bogatym wyposażeniem standardowym m.in. z kamerą 360, systemem monitorowania pieszych, kamerą cofania czy adaptacyjnym tempomatem.
Do napędu Buicka Encore GX wykorzystane zostały dwie trzycylindrowe jednostki benzynowe. Podstawowy, turbodoładowany motor o pojemności 1,2 litra i mocy 137 KM trafił do oferty razem z większym, 1,3 litrowym silnikiem o mocy 155 KM. Przednionapędowe warianty wykorzystały bezstopniową przekładnię CVT, z kolei ta z napędem AWD zaopatrzona została w 9-biegową klasyczną automatyczną skrzynię biegów.

### Lifting
W lutym 2023 Encore GX przeszło obszerną restylizację, w ramach której stylistyka została dostosowana do nowego języka stylistycznego wdrożonego przy premierze modelu Envista. Samochód otrzymał nową stylistykę pasu przedniego z dużym, nisko osadzonym trapezowym wlotem powietrza, a także dwurzędowymi reflektorami zdominowanymi przez wąskie, główne klosze wykonane w technologii LED. Ponadto, przemodelowano także tylny zderzak i wprowadzono nowe wzory lamp tylnych. Encore GX jako pierwszy globalny model Buicka otrzymał również nowe logo firmowe. Zmiany objęły także kabinę pasażerską, w której wprowadzono nowy projekt deski rozdzielczej zdominowany przez zakrzywioną taflę szkła kryjącą dwa wyświetlacze o przekątnej 11 cali: cyfrowe ekrany wskaźników i dotykowy ekran systemu multimedialnego. Gama silników pozostała bez zmian, a producent skoncentrował się na poprawieniu wyciszenia kabiny pasażerskiej. W sierpniu 2023 przedstawiono zmodernizowany model na rynek chiński, który zyskał po nim nową nazwę Buick Encore Plus.

### Sprzedaż
W przeciwieństwie do mniejszego Encore, Buick Encore GX nie jest samochodem skonstruowanym wyłącznie z myślą o rynku chińskim, gdzie w pierwszej kolejności zadebiutował on w połowie 2019 roku. Ponadto, w listopadzie 2019 roku podczas międzynarodowych targów samochodowych LA Auto Show przedstawiono wersję na rynek Stanów Zjednoczonych i Kanady, która trafiła tam do sprzedaży z na początku 2020 roku. Wtedy też zaprezentowano wariant dla rynku meksykańskiego, oferowany tam po prostu jako Buick Encore. Z myślą o rynkach Ameryki Północnej, Encore GX eksportowany jest z koreańskiej fabryki GM-Korea w mieście Inczon.

### Silniki
- R3 1.2l LIH
- R3 1.3l L3T